# Faruk Ihtijarević
Faruk Ihtijarević (ur. 1 maja 1976 w Visoku) – bośniacki piłkarz występujący na pozycji pomocnika.

## Życiorys
Karierę zaczynał w Bosni Visoko. Następnie występował w FK Sarajevo, FK Željezničar, słoweńskim NK Maribor i chorwackim NK Zadar. Wraz z FK Sarajevo w sezonie 1998/1999 zdobył mistrzostwo kraju. W latach 2002−2007 ponownie był piłkarzem FK Sarajevo. W sezonie 2007/2008 grał w irańskim PAS Hamedan. Karierę zakończył w 2011 w FK Sarajevo.
W latach 1999−2000 zagrał dziesięciokrotnie w reprezentacji Bośni i Hercegowiny.